# Görögország a Junior Eurovíziós Dalfesztiválokon
Görögország hat alkalommal vett részt a Junior Eurovíziós Dalfesztiválon.
A görög műsorsugárzó az Ellinikí Radiophónía-Tileóraszi, amely 1950-ben csatlakozott az Európai Műsorsugárzók Uniójához, és 2003-ban csatlakozott a versenyhez.

## Története

### Évről évre
Görögország egyike annak a tizenhat országnak, melyek részt vettek a legelső, 2003-as Junior Eurovíziós Dalfesztiválon. Első részvételük viszonylag sikeresnek mondható, mivel a görög részvevő, Nicolas Ganopoulos dala, a Fili gia panta 53 ponttal a nyolcadik helyen végzett. A következő évben a kilencedik helyet szerezték meg, majd 2005-ben érték el eddigi legjobb eredményüket. Alexandros és Kalli hatodikak lettek Tora einai i seira mas című dalukkal. 2006-ban a tizenharmadik helyre kerültek, egy évvel később pedig legrosszabb eredményüket érték el, a Made in Greece utolsó helyezett lett a Kapou berdeftika című dallal, ami csupán 14 pontot gyűjtött össze - ebből 12 pontot automatikusan kaptak, kettőt pedig Ciprus adott nekik. 2008-ban a tizennegyedik helyet szerezték meg. A görög műsorsugárzó 2009-ben visszalépett a versenytől, és azóta sem tért vissza.

### Nyelvhasználat
Görögország hat versenydala teljes egészében görög nyelven hangzott el.

## Résztvevők
| Év   | Előadó              | Dal                    | Magyar fordítás         | Helyezés | Pontszám |
| ---- | ------------------- | ---------------------- | ----------------------- | -------- | -------- |
| 2003 | Nicolas Ganopoulos  | Fili gia panta         | Örökké barátok          | 8.       | 53       |
| 2004 | Secret Band         | O palios mou eaftos    | A régi önmagam          | 9.       | 48       |
| 2005 | Alexandros és Kalli | Tora einai i seira mas | Most rajtunk a sor      | 6.       | 88       |
| 2006 | Chloe Sofia Boleti  | Den peirazei           | Nem számít              | 13.      | 35       |
| 2007 | Made in Greece      | Kapou berdeftika       | Valahol összezavarodtam | 17.      | 14       |
| 2008 | Niki Yannouchou     | Kapoia nychta          | Néhány éjszaka          | 14.      | 19       |
|      |                     |                        |                         |          |          |

## Szavazástörténet

### 2003–2008
| Hely | Ország           | Pont |
| ---- | ---------------- | ---- |
| 1.   | Ciprus           | 60   |
| 2.   | Oroszország      | 126  |
| 4.   | Spanyolország    | 35   |
| 4.   | Románia          | 33   |
| 5.   | Fehéroroszország | 33   |
| 6.   | Oroszország      | 22   |
| 7.   | Dánia            | 20   |
| 8.   | Grúzia           | 18   |
| 9.   | Örményország     | 16   |
| 10.  | Horvátország     | 14   |

| Hely | Ország             | Pont |
| ---- | ------------------ | ---- |
| 1.   | Ciprus             | 57   |
| 2.   | Horvátország       | 22   |
| 3.   | Egyesült Királyság | 18   |
| 4.   | Románia            | 18   |
| 5.   | Belgium            | 13   |
| 6.   | Málta              | 12   |
| 7.   | Dánia              | 8    |
| 7.   | Norvégia           | 8    |
| 9.   | Svédország         | 8    |
| 10.  | Hollandia          | 8    |

Görögország még sosem adott pontot a következő országoknak: Lengyelország, Portugália és Svájc
Görögország még sosem kapott pontot a következő országoktól: Bulgária, Grúzia, Litvánia, Örményország, Portugália és Ukrajna

## Háttér
| Év        | Rendező     | Kommentátorok                                    | Pontbejelentő                                    |
| --------- | ----------- | ------------------------------------------------ | ------------------------------------------------ |
| 2003      | Koppenhága  | Masa Fasoula és Nikos Frantseskakis              | Chloe Sofia Boleti                               |
| 2004      | Lillehammer | N/A                                              | Kalli Georgelli                                  |
| 2005      | Hasselt     | N/A                                              | George Koutsogiannis                             |
| 2006      | Bukarest    | Renia Tsitsibikou és George Amyras               | Alexandros Chountas                              |
| 2007      | Rotterdam   | Marion Mihelidaki                                | Chloe Sofia Boleti                               |
| 2008      | Limassol    | Renia Tsitsibikou és George Amyras               | Stefani Trepekli                                 |
| 2009–2012 | 2009–2012   | Nem vettek részt és nem közvetítették a versenyt | Nem vettek részt és nem közvetítették a versenyt |
| 2013      | Marsa       | N/A                                              | Nem vettek részt                                 |
| 2014–     | 2014–       | Nem vettek részt és nem közvetítették a versenyt | Nem vettek részt és nem közvetítették a versenyt |

## Lásd még
- Görögország az Eurovíziós Dalfesztiválokon